# Jan Mier
Jan Mier herbu własnego (ur. prawdopodobnie w 1740 roku, zm. 6 sierpnia 1790) – poseł, kasztelan inflancki.

## Rodzina
Jan Mier pochodził z rodziny szlacheckiej, jego ojciec Wilhelm Mier z pochodzenia był Szkotem, pułkownikiem w wojsku koronnym, dzierżawcą żup krakowskich, matka Katarzyna Barbara de domo Geschaw. Około 1770 roku poślubił hrabinę Mariannę Tarnowską, z którą miał synów Adama, Feliksa i Ksawerego oraz córkę Anastazję. Rodzeństwo: Józef i Marianna. Od jego nazwiska pochodzi nazwa Koszar Mirowskich, a także wybudowanych na ich miejscu Hal Mirowskich oraz osiedla Mirów w Warszawie.